# Friedrich IV. von Oettingen

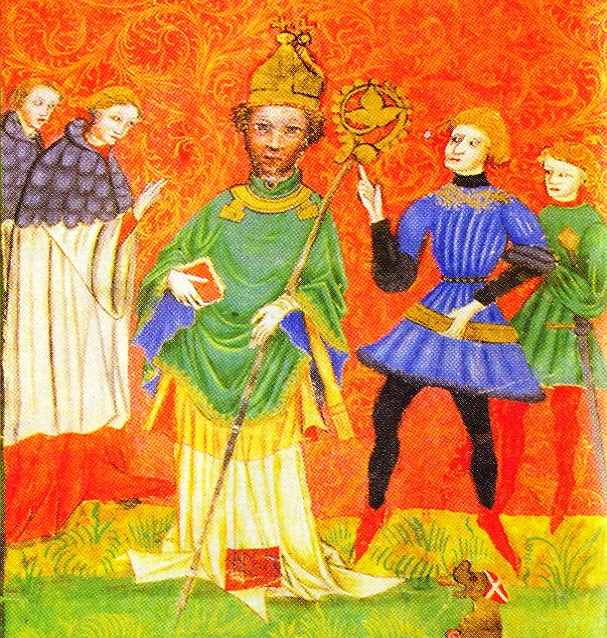
Friedrich IV. Graf von Oettingen aus dem Pontifikale Gundekarianum

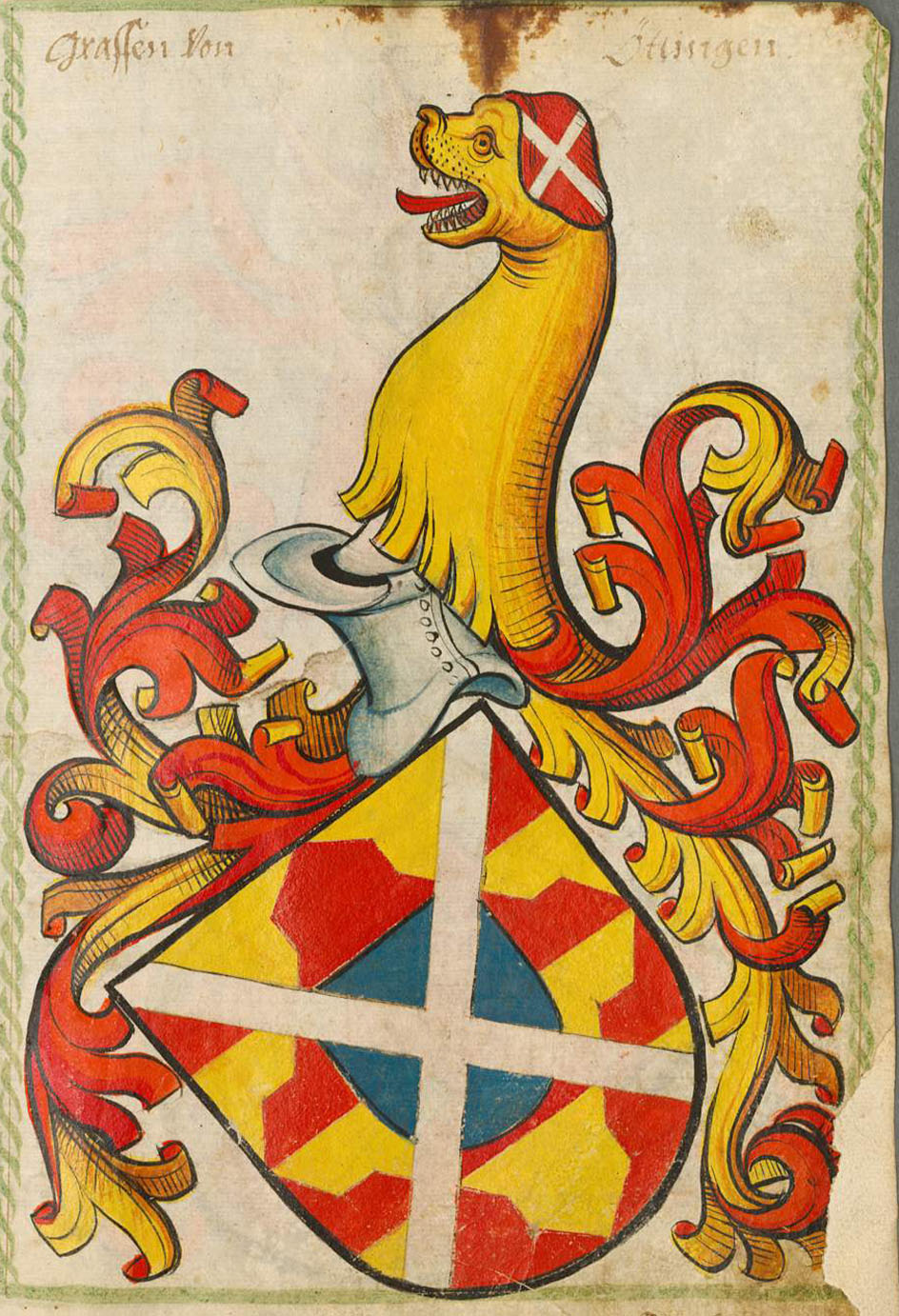
Familienwappen im Scheiblerschen Wappenbuch

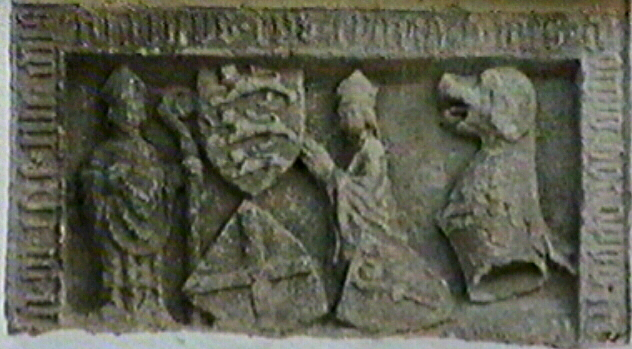
Hinweis auf Bautätigkeiten des Bischofs in Mörnsheim, Darstellung an einem Tor

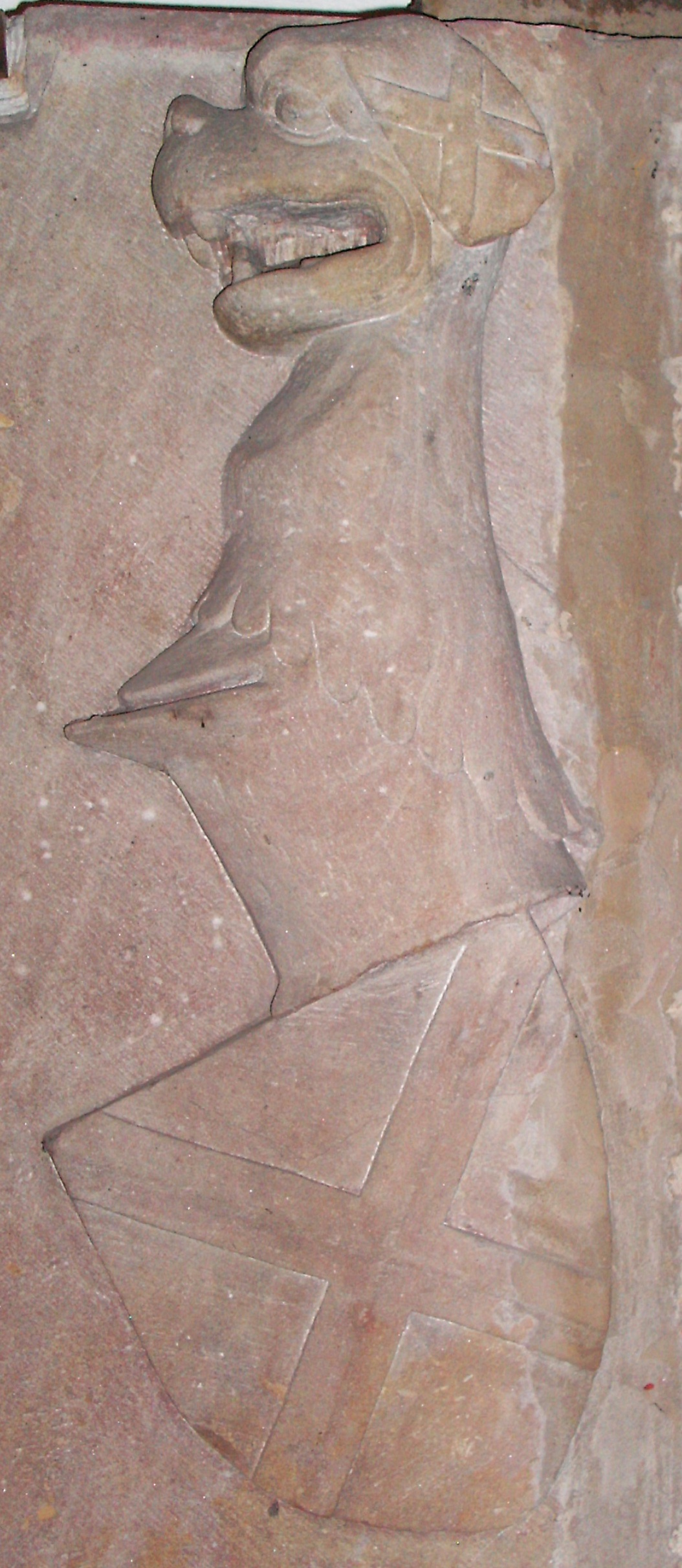
Familienwappen Oettingen, vom Epitaph der Schwester, in der Stiftskirche (Neustadt an der Weinstraße)

Friedrich IV. von Oettingen († 19. September 1415 in Eichstätt) war Fürstbischof von Eichstätt von 1383 bis 1415.

## Herkunft
Friedrich IV. von Oettingen stammte aus dem schwäbisch-fränkischen Dynastengeschlecht der von Oettingen. Sein Name wird auch oft mit dem Grafentitel kombiniert. Er war der Sohn von Ludwig X. von Oettingen und Imagina, eine geborene von Schaumberg. Unter seinen Geschwistern erlangte Ludwig XI. mit dem Bart als Hofmeister König Sigismunds Bedeutung. Bereits 1237 trat Siegfried von Öttingen als Bamberger Bischof als Familienmitglied in hohe kirchliche Würden.

## Leben
Er studierte in Padua und Bologna Kirchenrecht und Theologie. Vor seiner Ernennung zum Bischof von Eichstätt war er Eichstätter und Würzburger Domherr. Nach seiner Wahl zum Bischof von Eichstätt musste er wegen seines jugendlichen Alters von 23 Jahren bei Papst Urban VI. um Dispens ersuchen, die er auch erhielt. So wurde er im Februar 1385 durch König Wenzel mit den Regalien belehnt.
Nach der Bischofschronik von Wilhelm Werner von Zimmern, geschrieben 1550, war Friedrich ein Liebhaber schöner Pferde („sonder lust zu schönen pferden“) und sparte nicht bei seiner Hofhaltung; bei den übrigen Geschäften soll er jedoch äußerst sparsam gewesen sein.
Zu Beginn seiner Bischofszeit herrschten Fehden, kriegerische Auseinandersetzungen im Bistum und das Raubritterunwesen. Vor allem das Obere Hochstift in der Gegend um Herrieden litt im Krieg der Fürsten gegen den Städtebund unter dem Einfall der Truppen des Bundes; Friedrich war nämlich vom Lager des Schwäbischen Städtebundes, dem er 1383 beigetreten war, ins Lager der Fürsten gewechselt. Gegen das Raubrittertum und gegen Adelige, die bischöfliche Rechte verletzten, ging er erfolgreich vor. Fehden trug er mit den Herren von Absberg, Abensberg, Seinsheim, Seckendorff und mit den Burggrafen von Nürnberg aus. Nachdem er 1408 Wilhelm von Bebenburg besiegt hatte und an 22 Gefangenen das Todesurteil vollstreckt war, fiel kein weiterer fränkischer Adeliger in sein Hochstift ein.
Friedrich bekämpfte auch die Sektierer, vor allem die Waldenser. Zehn von ihnen wurden nach einem vom Bischof angestrengten Prozess 1394 in Wemding hingerichtet.
Seine Finanz- und Erwerbspolitik war durchaus erfolgreich, wie das Gundekarianum vermeldet. So kaufte er Burg Brunneck im Anlautertal, die Burghut in Sandsee, die Burg Thannhausen, teilweise das Schloss Wahrberg und Güter in vielen Orten. Für seine Baumaßnahmen wendete er 18000 Gulden auf. Sein Baueifer galt überwiegend den Fortifikationen, die er neu anlegen oder verbessern ließ, zum Beispiel an der Eichstätter Willibaldsburg, an Schloss Reichenau, Burg Hirschberg, der Burg Mörnsheim, der Burg Nassenfels, der Burg Arberg und der Burg Kipfenberg. Auch setzte er die Arbeiten seines Vorgängers am Langhaus des Eichstätter Domes fort, so dass dieser am 13. Oktober 1396 eingeweiht werden konnte. 1411 ließ er in Obereichstätt einen Eisenhammer einrichten.
Friedrich bemühte sich um die Reform seines Klerus. Neben straffer Führung sorgte er auch für den Erwerb von liturgischen Büchern. Alljährlich hielt er eine Diözesansynode ab. In Spalt reformierte er das Kanonikerstift. Er förderte die Verehrung des eucharistischen Sakraments und führte hierzu in der Stadt Eichstätt die Fronleichnamsprozession ein. Die von ihm gestiftete Monstranz trug er jedes Jahr selbst durch seine Residenzstadt.
Er starb 55-jährig und wurde im Willibaldschor des Eichstätter Domes bestattet; dort hatte er der hl. Barbara, die er hoch verehrte, einen Altar gestiftet.
Elisabeth von Oettingen († 9. Juli 1406), die Schwester des Bischofs, war eine Hofdame des Pfälzer Kurfürsten und deutschen Königs Ruprecht III. Ihr Grab mit prächtigem Wappenepitaph ist in der Stiftskirche (Neustadt an der Weinstraße) erhalten.